# 旧識
旧識（きゅうしき、簡体字：旧识）は、中華人民共和国の最高指導者である習近平の側近たちを指す表現のひとつ。「青年期からの習近平の友人たち」を意味する表現に由来する。

## 習近平の側近としての旧識
習近平党総書記の側近に関するアメリカ・ブルッキングス研究所の李成(Cheng Li)による分析では、"Friends from Xi's Formative Years"(旧識)という概念が提示されている。これは、李の"Xi Jinping's Inner Circle" と題された習近平の側近を分析する英文による一連の研究の中で提示されたものである。習近平の側近を5つのパートに分けて執筆している。パート1:陝西幇、パート2:旧識、パート3:旧部、パート4:秘書群I、パート5:秘書群IIである。ただしパート4は、既知ではない中国政界における秘書の分析に充てられ、習近平の秘書はパート5で叙述されているので習近平の側近に関しては実質4パートである。2014年7月に発表したパート2において習の7歳から29歳までの、年代にすると1960年から82年の間を4つのライフステージに分けて、それぞれに属する主な人物のことを記述している。7歳から16歳(1960-1969)までの時期に、劉衛平・張又俠・劉鶴・劉源の4人。16歳から22歳(1969-1975)までの時期に王岐山・王晨。22歳から26歳(1975-1979)までが陳希。そして26歳から29歳(1979-1982)が劉曉江である。
劉衛平は、文革により習近平の在学していた八一学校が解散させられたあとに共に移った第二十五中学での親しい友人と李は記述している。それぞれの父親が文革で迫害されたことに触れているが、本文中では難兄難弟（苦難を共にした仲間）であるとか、習近平の父習仲勲と同じく劉衛平の父劉震（人民解放軍空軍大将）も打倒されたため、彼らが黒幇子弟（犯罪者の子ども）として過ごさねばならなかったことまでは触れていない。脚注中で原典としているものがあるが、2016年8月13日閲覧できない状態である。彼が少将の階級を有する軍人で総後勤部副参謀長の役職にあったことは明らかなのだが、人民解放軍の組織大改正以降の役職の確認が2016年8月でも取れていない。
張又俠は李曰く習が最も信頼を置く腹心である。12期の中国共産党中央軍事委員会の副主席のうちひとつを任せようと企んだほどの関係だという。習と張の絆は父親が共に死戦を越えた戦友であるのみならず共に陝西人で、共に北京生まれの本人たちも共に直ぐ近くの大院で育ったこと。2016年8月時点、組織改正より新発足の中央軍事委員会装備発展部部長である。
劉鶴は旧識のうち、李が表題を付けた三人の内の一人である。劉鶴：改革志向の財政金融のテクノクラート。劉鶴もまた習と子供の頃の友人であるとし、ある情報源によると劉鶴の父親は陝西の副省長級の指導者であり、おそらく習家と何らかの絆があるはずであるとしている。ある情報源とは、脚注に記された李自身がインタビューした劉鶴と同じ「高校」に通ったある中国人学者である。ここで李は習近平に纏わるひとつの謎に関して見解を述べている。それは習と劉の関係の端緒についてのことである。少し長くなるが記述する。李は海外・中国のメディアにおいて習と劉が同じ中学に通っていたと報じていることに対し、事実としては習は八一学校と北京二十五中学に通ったこと、そして劉は同じく地区にある直ぐ近くの一零一学校に行っていたことを叙述している。そしてそういうメディアの例としてウォール・ストーリート・ジャーナルの記事や中国語版Wikipediaの項目を例示している。それに対して脚注において、中国の官公職である情報源が習が八一学校で小中学教育を受けそのあと二十五中学に転校したと伝えたとし、 ある本のあるページを参照せよと述べている。結論として李は、恐らく習近平と劉鶴の少年期の友情は同じ「大院」か「ご近所」として成長していく中で培われたとしている。李の言説の正否は分からない。ただ、色々なメディア・論者が今なお李とは違う見解を有している。
習近平が中国共産党中央委員会総書記（最高指導者）になった時に、彼の少年期の友人でとても有能な財政金融のテクノクラートである劉鶴を更なる重要な地位に昇進したことは、李は驚くほどのことではないと言う。2012年の18大において劉は初めて中央委員会委員となり、翌年には全人代(12期)おいて国家発展改革委員会(NDRC)副主任に任命され、中央財経領導小組主任に昇進している。劉鶴は習総書記に筆頭経済顧問として仕え、中国・海外の双方において、18期3中全会のコミュニケの筆頭起草者として広く注視された。そのコミュニケは中国市場発展の「2.0バージョン」に値するものであったと李は評価する。中国メディアではしばしばこの会議を「改革開放」を中国が決断したと鄧小平が宣言した1978年の11期3中全会と比較している。3中全会のコミュニケから明らかな習近平の新しい経済政策の全体的な目的は、民間部門を中国経済の「牽引者」と成すことにあると李は断じている。3中全会で公表した習の大胆な経済改革の課題は、国民からの大いなる支持の獲得と彼の指導力への社会的な信頼の高揚のみならず、国際社会からも好感を持って受け止められたと見る。劉が目覚ましい財政金融の専門家であり、英語においてさえも感銘を与える能弁家であり習近平にとっての大変貴重な存在であると認めている。特に過去20年を超える劉の昇進経路は曽培炎元国務院副総理のそれに非常に似通っているとして、脚注で曽培炎が江沢民の長年の友人であり心腹であり、劉鶴と同じく国務院情報化工作弁公室と党の中央財経領導小組の指導部を務めたことを指摘している。であるから劉が習政権の折り返し時点で政治局入りし副総理の座を占める有力な候補者の一人と考えられるとし、言説を纏めている。2016年8月時点でも、国務院の国家発展改革委員会の副主任、中国共産党の中央財経領導小組の主任を務めている。
劉源に関しての文章においても李は題を付している。保守志向の軍の強硬派。習近平と劉源初めての出会いがいつだかハッキリとしないが、人格形成期及び若年期の職でとても似通った経験をしていると、李は語る。両者とも上層の指導者の家に生まれている。劉の父劉少奇は文革で粛清される前には全国人民代表大会の初代の常務委員長、次いで二代目の国家主席であった。習劉ともに毛沢東により歴戦の勇士である革命家の父親を迫害されるという同様な思春期であり、両家とも世に聞こえた中南海の邸宅から追い出されている。ティーンエイジャーの時に二人ともそれぞれ7年間の農民として働くこととなる極貧の農村地域に送られてもいる。2000年に採録された中国の雑誌のインタビューにおいて、習近平は自身と劉源との若年期の生活と職業体験の酷似を特に強調していた。習が語るにはその当時このたった二人が、紅色家庭の背景を持つ者のうちで、北京の内勤の仕事から離れ一般大衆と触れ合う県級行政区のどこかの指導者の地位で働くことを決意した青年指導者であったとのこと。李はこのあと叙述において劉の異色の経歴や題名につながる人民解放軍で培われた思考なども紹介するが、その後習・劉のみならず目立った紅二代の二人、一人は保守派の知識人の張木生(zh)、次のもう一人は唱紅打黒で知られ失脚した政治家薄熙来を取り上げる。そして最終的には中国の著名な現代文学研究者・作家銭理群(zh)の言として文革を経た紅二代の政治指導者にある共通性を指摘し、アジア太平洋地域における中国軍国主義や国内政治における軍の干渉の増大が習にとっての大きな挑戦となることを妨げる必要があるとの洞察力に満ちた警告を記している。それから習と劉の強い紐帯を示すものとして、海外メディアや中国国内の非公式なソーシャルメディアにおいて最近興味を引くこととなった、とある二つの出来事を書いている。ひとつは後述する劉暁江の時に紹介することとし、もうひとつをここで述べる。2012年の第18回党代表大会の開催される二ヶ月前の9月、習近平が背中を痛め人民解放軍301病院に入院措置されたと伝えられているが、劉源は人民解放軍総後勤部の政治委員としてこの中国の後継者の医学的治療に責任を負ったという。このことは二人の紅二代の信頼と長年に亘る友情の反映であったとする。また、広く信じられている話、習が劉源を中央軍事委員会入りさせようとしたら、徐才厚のような何人かの軍の指導者にハッキリと断られた件も記し、徐の落馬後、人民解放軍が恐らく主要な指導者層の交代を迫られるであろうとしている。2017年の中央軍事委員会では劉の年齢的なことから5年間委員の座を獲得し、場合によっては副主席となると理解すべきであるとする。劉の様な率直な物言いの野心満々な軍指導者が人民解放軍における習の権力強化の試みの「お宝」になるか「迷惑者」になるかはまだ明確ではないと纏めている。なお、李が'princelings'と表記しているものを紅二代とした。
その後の展開を記す。報道だけでは分かりにくいので補助線も引く。2015年8月の北戴河会議において軍改革のうち、紀律検査委員会（以下:紀検委）、政法委員会・科学科学委員会の改革を先行させることが確認され紀検委の書記には劉源を当てることが内定し中央軍事委員会の委員の一人として任命するために10月開催の18期5中全会に向け手続きに入ったところ、10月開催の中央軍事委員会（以下、中央軍委）における採決で承認を否決され政治局（政治局常務委員会）への人事議案の提出に到らなかった。当然5中全会にも提出にされない。つまり、劉源の中央軍委入りは阻止された。11月末に再度開かれた中央軍委では劉源の紀検委書記への任命の可否が問われ否決された。結果、中央軍委委員ではない杜金才が紀検委の書記に任命されている。つまり、紀検委の書記としてさえ嫌われた。記事中には劉の親友として張木生も登場し、中央軍委の当人たちの耳に痛いことをズバリと言ってのけていた。
ともかく劉源は定年制限に先んじて2015年12月末日をもって退役してしまった。退役半月前には劉が書いたとされる「臨別稿」なるものが現れ、その真偽も含めネット上でも評判になった。ただ、この一連の経緯には異論もある。翌年2月には劉は全国人民大会の財政経済委員会の副主任に任命された。劉の仕途については2015年12月に全国政協副主席となった紅二代(陳雲の一子)の陳元(zh)の例を出しての論説もあるが、習近平と劉源の強固な絆を考え合わせると、どこに向かうのかまだまだ予断は許されない。
王晨に関しては、パート1:陝西幇でも書かれているので、そこにおける記述を先に、パート2:旧識におけるそれを後に記す。李は王晨の全国人民代表大会常務委員会副委員長兼秘書長への任命について習に帰すべきかも知れないとする。王の習との初めての出会いの時期や彼らの絆の進展における陝西コネクションの重要性を辿るのはかなり簡単ではないのだが、海外の中国語メディアは習との個人的な深い絆を持っていると伝えているとし、脚注としてJiang Shaofeng 蒋绍峰,"The Emergence of Shaanxi Gang in the Chinese Leadership"(中国政坛现出一个陕西帮),Eternal reference (外参),no.38,September 2013.を記述している。該当文章を探しだせなかったが、王晨のことも叙した「≪外參≫特约记者蒋绍峰」による電子媒体の台湾月刊誌記載の「陕西“根脈”高高的刷起」という一文は確認できた
。しかし、そこには習との関係は書かれていない。もちろん印刷媒体もあるが、その内容は確認できていない。王晨は習の下放と同じ1969年に下放青年の一人として北京よりの長旅を耐えて陝西に着き、習が延安地区の基層（村の党支部）の書記をしていた73年から74年にかけて、延安地区の党委員会の秘書を務めていたとする。ここで李はあえて秘書mishuを斜体字で表記している。ここで一気に2007年から2012年に跳び、習が中央書記処常務書記の時、王が党の中央対外宣伝弁公室主任であったことに触れ、陝西幇の一員であるとする李建国の政治局入りに際し、李が務めていた全人代常務委員会副委員長兼秘書長を王が襲継したことを記述し、第19回党大会で王が李と同じ異動をする機会が恐らくあると示唆しているとする。パート2:旧識において、李は習近平が村人や基層の党支部から得た多くの友人のうちで、一番重要なのは彼の下放青年の仲間であるとする。そして先述した李建国の異動に触れ、王が次の政治局委員の一つの座を占める有力な候補者に恐らくなると記している。王の延安における習との下放青年の間柄は、彼の宣伝・メディア関係部署における指導者としての経験と同様に更なる異動の機会を高めるかもしれないと断じて王に関する言説を締めている。2015年7月に王は全人代常務委員会機関党組書記も兼任することとなった。この事は、王が秘書長として責任を負う弁公庁に加えて常務委員会傘下の各機関の党組織に対して党組書記として関与できることを示しているのだ。
陳希もまた、表題を付けられた内の一人である。清華大学での同級生で時の筆頭人事担当官。習は彼の側近の多数の政治指導者の昇進を促進し続けているが、多分直接的な手助けは習よりも強力な党中央組織部の時の常務副部長である陳希から受けているのだろうとする。習近平と陳希は1975年から1979年までの間の共に工農兵学生として化学工学部で学んだ清華大学における同級生で寄宿室での同房者である。清華大学の在学中に培った交情は習にとり非常に価値があるとする。福建省と浙江省での最高指導者としての在職を通して、更には北京でもどこでも、彼は何度も清華大学の同窓生の協力を得られた。習が中国の最高指導者の後継者となった2007年以降でさえも、習夫妻は北京での同窓会に出席していた。大学生活においては習と陳はスポーツのファンであると共に、政治や国際事情について関心を持っていたという。清華大学で出会った後、すぐに彼らは親密な友人になっていたという。陳は学術的に優れていることのみならず、一度は北京の大学陸上競技会における100メートル競争で優勝を勝ち取ったこともあるという。習の推薦により陳希は卒業の2、3ヶ月前の1978年11月に清華大学で共産党に入党している。 
このあと、李は 2007年に習が政治局常務委員会入り以降の陳の人事異動の足跡、国務院傘下の教育部の副部長・党組副書記、遼寧省の党委副書記、正部級の中国科学技術協会の党組書記（・常務副主席:李は書かず）を記述し、この正部級のポストは通常、中央委員の席を保証するものであるとしている。実際に陳は18大において中央委員となっている。習は共産党の最高指導者になって間もなく、陳を党の中央組織部の常務副部長、実質的には習の筆頭人事担当官と成した李はと断じる。続けて、陳の生い立ちから初就職の福州大学経営の工場労働者、清華大学での修士研究生、故郷の福州大学での教員、清華大学に舞い戻っての修士研究生という経歴を記し、修士学位に取得後の共青団員としての初仕事以降連続して政治的な仕事に従事したことを記している。清華大学の共青団軍事体育部(軍体部)部長、大学共青団の副書記、書記を歴任のあと、清華大学の学生工作担当の党委常務委員、アメリカのスタンフォード大学での化学工学の客員研究者としての海外留学、帰国してからの化学工学部の党副書記、大学の党副書記、党常務副書記、党書記、国務院傘下の教育部副部長。これらの期間を通じて、陳希と習近平とのとても親密な個人的な絆は続いていたと見る。例えば、習が陳の故郷である福州市や福建省の指導者を務めていた1990年から2002年にかけて、陳希が自身の両親の家を訪れた際にはいつも習とかなりの時間を費やしていたという。また、習が1998年から2002年の間清華大学のパートタイム研究生としてマルクス主義と法学を博士課程で研究していた時には、陳は大学の経営層の頂点にいた。習は浙江省の党委員会書記として、浙江清華長三角研究院の創立に取り組む陳希を援助したこともある。中央組織部常務副部長である陳希は2017年からの書記局書記(もしかしたら政治局員)の候補者であるのみならず、いまも重要ポストへ習の友人や信奉者の異動の手助けをし続けているとする。そして例として浙江省の党委員会組織部部長に転身した清華大学出身の胡和平（のち陝西省に移り2016年省長昇任）を挙げて記述している。それから2014年3月から始まった中央政府管轄の大学を含む高等教育機関の指導層の大幅な異動・若返りを記している。そしてこのことが、教育分野を使っての、他の分野での来るべきより大規模な指導者層の世代交代の実験的試行であるかの様だとしている。いく人かの若年大学経営者は、教育界の範疇を乗り越えて胡和平の如く別分野の高位の指導者層に転任している。このことは中央組織部が習の権力基盤の増強に寄与している成果だと見なすことができると纏めている。習の権力基盤の増強という観点から「教育」「清華大学」に関わることだけを少し記述する。教育分野出身者の動向ということであれば、党政に直結する動きもある。2007年習が政治局常務委員会入りに伴い、曽慶紅から引き継いだ役職に中央党校校長のポストがある。総書記に伴い、その座を劉雲山に譲っているが、実質トップの常務副校長に腹心の何毅亭(zh)を2013年から据えている。この中央党校の幹部が次々と地方中央に転任して要職に就いている。実を言えば党中央直属事業単位である三ヶ所の幹部学院や各省管轄の党校、あるいは国家行政学院(zh)などの幹部の人事動向も興味深いがここでは中央党校だけに絞る。李書磊(zh)、石泰峰、陳宝生(zh)などの面々である。また 梁言順(zh)の様な今後の展開を期待させる人物もいる。さて、清華大学出身者に限って衆目を集めたのは、胡和平(zh)に続き、学長から環境保護部部長に転身した 陳吉寧である。更に、清華大学出身で共青団の中央書記処常務書記の経験がある1968年生まれの楊岳(zh)の異動も注目された。
劉暁江は、仕事における親密な関係を習近平が国防大臣の耿飈の秘書であった1979年から1982年6月の間に築いたとする。劉は胡耀邦の女婿であり、李の執筆時には人民解放軍海軍の政治委員であった。80年から83年の間、劉暁江は海軍司令員から人民解放軍副参謀長、中央軍事委員会副主席を歴任した劉華清の秘書をしていたので、少なくとも80年から82年の2年間に習と劉は共に中国軍事指導部の司令部門で働いていたとする。ここで劉源の紹介の折に先延ばした出来事について述べる。胡喬木元政治局委員の息子の胡石英によると早くも1979年には紅二代のグループが月に数回集まる学習会を結成していたという。参加者には、習近平、王岐山、劉源、劉暁江、陳元、傅洋（彭真全人代常務委員会元委員長の息子）、そして薄兄弟（薄熙来ら4人の薄一波の息子のうちの誰を指すか不明）が含まれていたという。この会合は1年以上続いたという。2006年当時浙江省の党書記であった習近平が北京に来た際にその紅二代が再会の夕餉のため北京浙江タワーホテルに寄り集まった。胡石英の手から離れ2012年の春からオンラインで広く拡散した写真がそれを証明しているという。会合の出席者は、習近平、その妻の彭麗媛、王岐山とその妻の姚明珊（姚依林元国務院常務副総理の娘）、劉源、張木生、劉暁江、陳元、傅洋、楊李（楊尚昆の娘）、胡石英、胡木英（胡石英の姉）、宋彬彬（宋任窮元中央顧問委員会副主任の娘）、秦暁（秦力生元中国科学院党組副書記の息子）、孔丹（孔原元中央顧問委員会委員の息子）、薄熙成（薄熙来の弟）とする。この写真には李は触れていないが他に、王興（王若飛元中央秘書長の息子で王震元国家副主席の養子）、馬暁梅・馬暁力姉妹（馬文瑞元全国政協副主席の娘）、姓名不詳者1名が写っている。ともかく、その時期に習と劉は北京での余暇に学習会に参加していた。習近平と劉暁江の間にもまた、共産党の歴戦の指揮官として長征に加わり1940年代には主に陝北で習仲勲の指揮の下で作戦に従事していた劉の実父劉海濱のような絆がすでにあると李は言う。北京での学習会の時に信頼する友人、政治的な心腹となったと報じているものがあるとし、出典を付けている。2014年12月定年により退役。2015年2月全人代外事委員会副主任委員に任命にされる。

## 旧識一覧表<年代順>
| 時期/年齢     | 習の人生経験と経歴           | 個人的政治的な交際     | 主要な関係者                   |
| ------------- | ---------------------------- | ---------------------- | ------------------------------ |
| 1960‐69 7-16  | 北京市の紅色学校の生徒       | 紅二代や大院での幼馴染 | 劉衛平、張又俠、劉鶴(zh)・劉源 |
| 1969‐75 16-22 | 陝西省延安での過酷な労働     | 下放知識青年関係者     | 王岐山・王晨(zh)               |
| 1975‐79 22-26 | 清華大学での工農兵学生       | 清華大学ネットワーク   | 陳希(zh)                       |
| 1979‐82 26-29 | 中軍委秘書長、国防部長の秘書 | 軍や台港澳事務関係者   | 劉暁江                         |

Xi Jinping's Inner Circle(Part 2:Friends from Xi's Formative Years) 2014-7-28,李成(Cheng Li),China Leadership Monitor,No.44,Hoover Institution(2016年7月16日閲覧)のp.6 Table 1 を基に2016年8月12日作成。